# Anne McGuire
Anne Catherine McGuire ( née Long ; le 26 mai 1949) est une femme politique écossaise qui est sous-secrétaire d'État parlementaire pour l'Écosse de 2002 à 2005 et sous-secrétaire d'État parlementaire pour les personnes handicapées de 2005 à 2008. Membre du Parti travailliste, elle est députée de Stirling de 1997 à 2015.

## Jeunesse
Née à Glasgow, McGuire fait ses études à l'école secondaire Our Lady and St Francis de la ville (devenue une partie de l'Académie St Mungo en 1988) sur Charlotte Street et à l'Université de Glasgow où elle obtient une maîtrise en politique et histoire. Elle étudie ensuite pour la formation des enseignants au Notre Dame College of Education à Bearsden, obtenant un diplôme d’enseignement secondaire.
Elle travaille à la Cour universitaire de l'Université de Glasgow en tant que registraire et secrétaire de 1971 à 1974. En 1983, elle rejoint Community Service Volunteers (CSV), d'abord en tant qu'enseignante, puis en tant qu'agente de terrain. Elle quitte l'organisation en 1993 après avoir été responsable nationale. Après avoir quitté CSV, elle devient directrice adjointe du Scottish Council for Voluntary Organizations, où elle reste jusqu'à son élection au Parlement britannique en 1997.
Elle est directrice de campagne pour Norman Hogg aux élections générales de 1979 à Dunbartonshire East, quand il bat la députée du Parti national écossais, Margaret Bain (plus tard Ewing). Elle est directrice de campagne de Hogg pour les élections de 1983, 1987 et 1992 dans sa nouvelle circonscription de Cumbernauld et Kilsyth. Elle est élue conseillère du conseil régional de Strathclyde en 1980 et siège pendant deux ans. Elle est membre de l'exécutif du Parti travailliste écossais de 1984 à 1997 et présidente du Parti travailliste écossais de 1992 à 1993. De 1987 à 1991, elle est membre de l'exécutif national du syndicat GMB.

## Carrière parlementaire
McGuire est sélectionnée pour se présenter aux élections du parti travailliste grâce à une liste restreinte de femmes,. Elle est élue à la Chambre des communes lors des élections générales de 1997 lorsqu'elle bat le secrétaire d'État pour l'Écosse Michael Forsyth par 6 411 voix. La même année que sa première élection, elle est récompensée en devenant Secrétaire parlementaire privé du secrétaire d'État pour l'Écosse Donald Dewar. Un an plus tard, elle rejoint le nouveau gouvernement travailliste lorsqu'elle est nommée whip adjointe, devenant lord commissaire au Trésor en 2001. Elle est sous-secrétaire d'État parlementaire pour l'Écosse en 2002, passant de côté au ministère des Affaires constitutionnelles en 2003. Elle travaille au Département du travail et des pensions avec la responsabilité des personnes handicapées de 2005 à 2008. En octobre 2008, elle quitte le gouvernement et nommée au Conseil privé.
Le 10 octobre 2010, McGuire est nommée secrétaire parlementaire privé du chef de l'opposition Ed Miliband, bien qu'elle ait soutenu son frère dans la campagne à la direction. Elle quitte son poste afin de pouvoir parler plus librement et redevient porte-parole du Labour sur les handicaps avant d'annoncer sa décision de se retirer aux élections suivantes. Elle est également membre du Comité des comptes publics et coprésidente du groupe multipartite sur le handicap.
McGuire est membre des Amis travaillistes d'Israël (LFI), devenant présidente en mai 2013 et est décrite par la directrice de la LFI, Jennifer Gerber, comme "une véritable amie d'Israël".
McGuire est nommée Dame Commandeur de l'Ordre de l'Empire britannique (DBE) dans les honneurs du Nouvel An 2015.
McGuire est décrite par le Daily Telegraph comme "la loyaliste ultime" pour ne jamais s'être rebellée une seule fois au Parlement. Elle décrit les votes sur la réduction des prestations pour les mères célibataires comme le plus proche de sa révolte contre le gouvernement et que son soutien à la guerre en Irak en 2003, comme la décision la plus difficile à prendre.

## Vie privée
McGuire est mariée à son mari, Len, depuis le 12 février 1972 et ils ont un fils et une fille et vivent à Cumbernauld. Elle est une linguiste passionnée et parle français et gaélique. Elle aime la danse Ceilidh et est vice-présidente honoraire du Glasgow University Shinty Club.